# Desiigner
Сідні Ройел Селбі III (нар. 3 травня 1997), професійно відомий як Desiigner, — американський репер, співак і автор пісень. Він найбільш відомий своїм дебютним синглом «Panda» 2015 року, який очолив чарт Billboard Hot 100. Невдовзі після того, як пісня набула статусу вірусного в Інтернеті, він підписав контракт з лейблом GOOD Music Каньє Веста.
У липні 2016 року він випустив наступний сингл «Timmy Turner», який посів 34 місце в Billboard Hot 100. Незважаючи на це, Дизайнера часто описують як музиканта одного хіта.

## Раннє життя
Сідні Ройел Селбі III народився 3 травня 1997 року в Брукліні, Нью-Йорк. Він афро-барбадоського та афроамериканського походження і є онуком блюзового музиканта Сідні «Guitar Crusher» Селбі. Він виріс у житлових проектах Луї Армстронга в районі Бедфорд-Стуйвесант. Він почав займатися вокалом у шкільному хорі та церкві. У 14 років він почав музичну кар'єру.

## Кар'єра
Desiigner розпочав свою музичну кар'єру під своїм оригінальним псевдонімом Dezolo, перш ніж він почав випускати свої роботи під псевдонімом Designer Royel. Його сестра переконала його відмовитися від частини «Ройель» і залишити частину «Дизайнер» як своє нове сценічне ім’я, подвоївши «i». 3 грудня 2015 року під новим псевдонімом Desiigner випустив свій дебютний трек під назвою «Zombie Walk». 15 грудня 2015 року Desiigner випустив ще один сингл «Panda» на SoundCloud. Пісня була випущена на iTunes через п'ять днів, а потім була перевипущена як його комерційний дебютний сингл у лютому 2016 року. 11 лютого 2016 року Desiigner підписав контракт із звукозаписним лейблом Каньє Веста GOOD Music, імпринтом Def Jam Recordings. У тому ж місяці Desiigner з'явився у двох піснях Каньє Веста — «Pt. 2» (яка містить інтерполяцію «Panda») і «Freestyle 4» з його сьомого альбому The Life of Pablo. Наступного місяця Desiigner було запрошено для виступу на музичному фестивалі South by Southwest (SXSW). В інтерв’ю Billboard Desiigner підтвердив випуск свого першого майбутнього мікстейпу під назвою Trap History Month.
5 травня 2016 року продюсер Майк Дін оголосив, що він виступатиме виконавчим продюсером майбутнього дебютного студійного альбому Дизайнера. Пізніше 24 травня Desiigner оголосив, що назва його майбутнього дебютного альбому буде називатися The Life of Desiigner. У червні 2016 року XXL оголосили про свій щорічний «Freshmen Class» за 2016 рік, і Desiigner був включений до списку разом із дев’ятьма іншими новими артистами. У тому ж місяці Desiigner дебютував на телебаченні в США, виконавши свій сингл «Panda» на BET Awards 2016. 26 червня 2016 року Desiigner випустив свій перший повнометражний мікстейп під назвою New English на Tidal. У липні 2016 року американська співачка Демі Ловато представила Desiigner на своєму концерті в Нью-Йорку. 21 липня 2016 року Desiigner представив свій наступний сингл «Timmy Turner», який наступного дня був випущений як сингл на iTunes. Пісня потрапила до топ-40 чарту Billboard Hot 100. 7 листопада 2017 року повідомлялося, що BTS випустять ремікс своєї пісні «Mic Drop» за участю Desiigner і ремікс Стіва Аокі. Він мав вийти 17 листопада 2017 року, але був відкладений і випущений 24 листопада 2017 року.
3 травня 2018 року Desiigner оголосив у соціальних мережах, що його дебютний EP, L.O.D., вийде опівночі 4 травня 2018 року. Після випуску він посів 161 місце в Billboard 200 і став його другим і останнім проектом на великому лейблі. Тезку міні-альбому використовував його власний лейбл LOD Records, через який він самостійно випустив свій сингл «Diva» у 2020 році.
У 2022 році в інтерв’ю VladTV Desiigner пояснив, чому він покинув GOOD Music у 2019 році, сказавши, що «проходив через невеликі психічні проблеми», зокрема те, що його батько перебував у комі, і намагався зв’язатися з Каньє та іншими колегами по лейблу, щоб отримати поради, але нічого не вийшло.
Вранці 1 листопада 2022 року Desiigner зайшов до Instagram Live зі словами «Я закінчив читати реп», почувши новину про смерть репера Migos Takeoff у Х'юстоні, штат Техас, того ранку. Однак він повернувся до 26 листопада, випустивши пісню «My Brodie», яку супроводжував музичним кліпом.

## Проблеми із законом
8 вересня 2016 року Дизайнера та трьох інших людей заарештували в Нью-Йорку після того, як абонент служби 911 заявив, що він спрямував на них пістолет. Пізніше Дизайнера знайшли в позашляховику з чотирма іншими людьми, а автомобіль обшукали. Поліція нібито знайшла оксикодон і зброю, за що йому та іншим особам висунули звинувачення у наркотиках і зброї. 10 вересня 2016 року прокуратура зняла звинувачення у скоєнні зброї. Звинувачення з нього були зняті 12 вересня 2016 року, коли виявилося, що таблетки були анаболічними стероїдами, які належали його водієві.
У квітні 2023 року Дизайнера звинуватили в непристойній поведінці після того, як нібито його спіймали на рейсі авіакомпанії Delta Air Lines за мастурбацією на очах бортпровідників під час перельоту з Токіо до Міннеаполіса. Пізніше він опублікував вибачення в соцмережах за цей інцидент і заявив, що збирається зареєструватися в психіатричному закладі.

## Музичний стиль
На музичний стиль Desiigner вплинув південний хіп-хоп, а саме треп, який виник в Атланті, штат Джорджія. Його техніку репу та вокал часто порівнюють із технікою репера Future. Коли його запитали про часті порівняння, він сказав Complex: «Бог дав йому благословення, але він дав благословення і мені. Я не буду сумніватися в музиці цієї людини. Він також створює гарну музику. Музика створюється щодня. Велика подяка йому. Мені справді подобається музика Future. Мені подобається його музика, розумієте. Я не ненавиджу чи не критикую його, знаєте, я це люблю. Хай Бог благословить його, Бог благословить мене.».

## Дискографія
- New English (2016)
- L.O.D. (2018)